# Super-Welter
Albums de Raphael
Live vu par Jacques Audiard
(2011) Somnambules
(2015)
Super-Welter est un album studio du chanteur Raphael sorti le 22 octobre 2012. Le titre de l'album fait référence aux poids super-welters, une catégorie de boxe anglaise, sport pratiqué par Raphael. Raphael a joué seul l'intégralité des instruments de tout l'album.
Le premier extrait single est le titre Manager.

## Liste des titres[1]
Toutes les paroles sont écrites par Raphael Haroche sauf Asphalte : Samuel Benchetrit, toute la musique est composée par Raphael Haroche et Benjamin Lebeau.
| No  | Titre                   | Durée |
| --- | ----------------------- | ----- |
| 1.  | Manager                 |       |
| 2.  | Déjà vu                 |       |
| 3.  | Voyageur immobile       |       |
| 4.  | Peut-être               |       |
| 5.  | Mariachi blues          |       |
| 6.  | Insensible              |       |
| 7.  | Asphalte                |       |
| 8.  | Collision               |       |
| 9.  | Noire sérénade          |       |
| 10. | Quand j'aimais vraiment |       |